# 下菲诺
下菲诺（德語：Niederfinow）是德国勃兰登堡州的一个市镇，隶属于巴尔尼姆县。总面积为13.29平方千米，截至2020年总人口为590人。